# آری هان
آری "آدریانوس" هان (به هلندی: Adrianus ("Arend" or "Arie") Haan) ‏(۱۶ نوامبر ۱۹۴۸) بازیکن سابق تیم ملی فوتبال هلند در جام جهانی فوتبال ۱۹۷۸ آرژانتین و همچنین سرمربی تیم فوتبال پرسپولیس بود. برخی معتقدند با حضور او در پرسپولیس، روح فوتبال نوین عمیقا در کالبد این تیم دمیده شد و باید از آن دوران به عنوان دوران رنسانس به سمت فوتبال مالکانه و تماشاگرپسند یاد کرد کاری که بعدها افشین قطبی و مصطفی دنیزلی تقویت نموده برانکو ایوانکوویچ و یحیی گل محمدی ضمن تقویت قوای تدافعی، به اوج رساندند